# Ivan Lönnberg

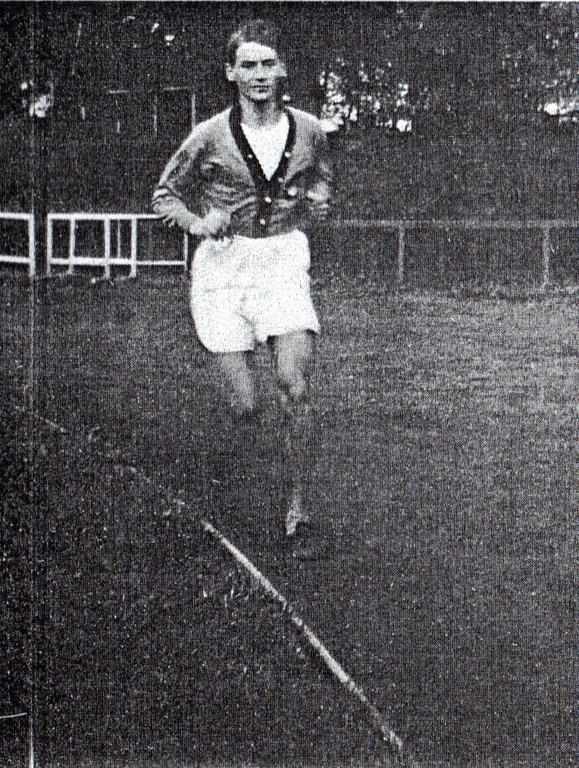
Ivan Lönnberg beim Lauftraining

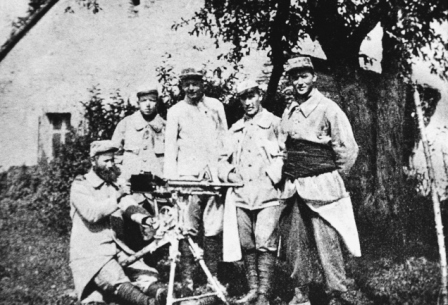
Lönnberg (ganz rechts) als Mitglied der Fremdenlegion

Ivan Lönnberg (* 12. November 1891 in Stockholm; † 26. April 1918 in Cachy, Frankreich) war ein schwedischer Maler und Leichtathlet.

## Karriere als Maler
Ivan Lönnberg war ein Maler, der die Stilrichtung der modernen Malerei bevorzugte. Sein Stil ähnelte dem seiner schwedischen Kollegen Isaac Grünewald oder Tor Bjurström. An der Kunstschule des Malers Carl Wilhelmson widmete er sich besonders der Figurenkomposition und auf Interieurs.
Lönnbergs Werk ist relativ klein. In seiner Schaffenszeit fertigte er ca. 50 Werke an. Meist handelt es sich um Selbstporträts oder Arbeiten aus seiner Zeit an der Kunstschule. Zwei seiner Arbeiten und einige Skizzenbücher sind im Moderna Museet, einem staatlichen Museum für Moderne Kunst in Stockholm, ausgestellt. In einer Gedenkausstellung 1942 wurden 48 seiner Werke gezeigt.
Lönnberg war mit dem Maler Nils von Dardel befreundet, der, wie auch andere befreundete Maler, Porträts von Lönnberg malten. 1914 übersiedelte Ivan Lönnberg nach Paris und schloss sich dort einem Kreis von schwedischen Malern an. Neben Nils Santesson und Isaac Grünwald waren auch Einar Jolin und Eric Detthow Teil dieser Künstlergruppe.

## Sportkarriere
Ivan Lönnberg war ein Langstreckenläufer, der sich auf den Marathonlauf spezialisiert hatte. Er lief für den Stockholmer Verein IF Olympia. Bei den Olympischen Sommerspielen 1912 in Stockholm war er Mitglied der 12-köpfigen Marathonmannschaft Schwedens. Wie fünf andere seiner Teamkameraden konnte Lönnberg den Lauf, der bei sommerlichen Temperaturen stattfand, nicht beenden. Lönnberg war erkrankt, die Hitze des Tages kam noch hinzu.

## Militärdienst
Nach Ausbruch des Ersten Weltkrieges 1914 meldete sich Ivan Lönnberg freiwillig zur französischen Fremdenlegion. Bei der französischen Ortschaft Cachy im Département Somme wurde er am 26. April 1918 im Alter von 26 Jahren durch einen Schuss ins linke Auge tödlich verwundet.

## Auswahl seiner Werke

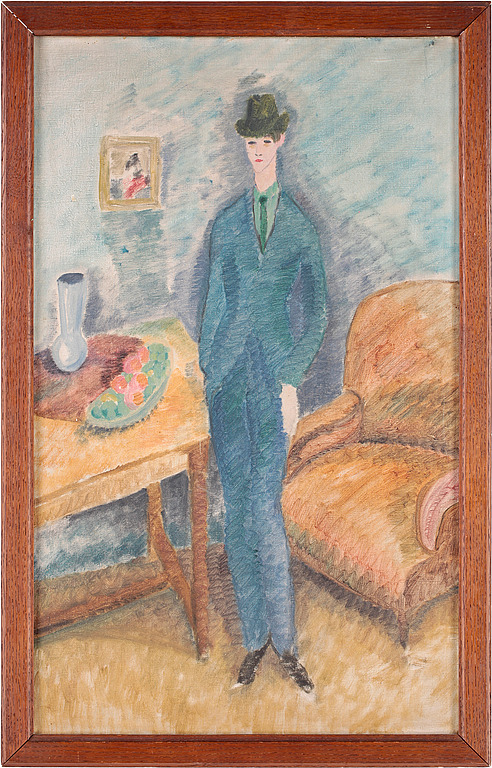
Selbstporträt aus dem Jahr 1914
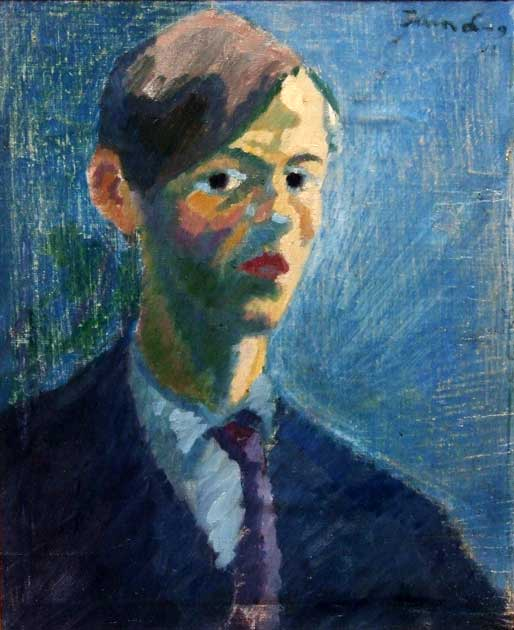
Selbstporträt in blau, vor 1918
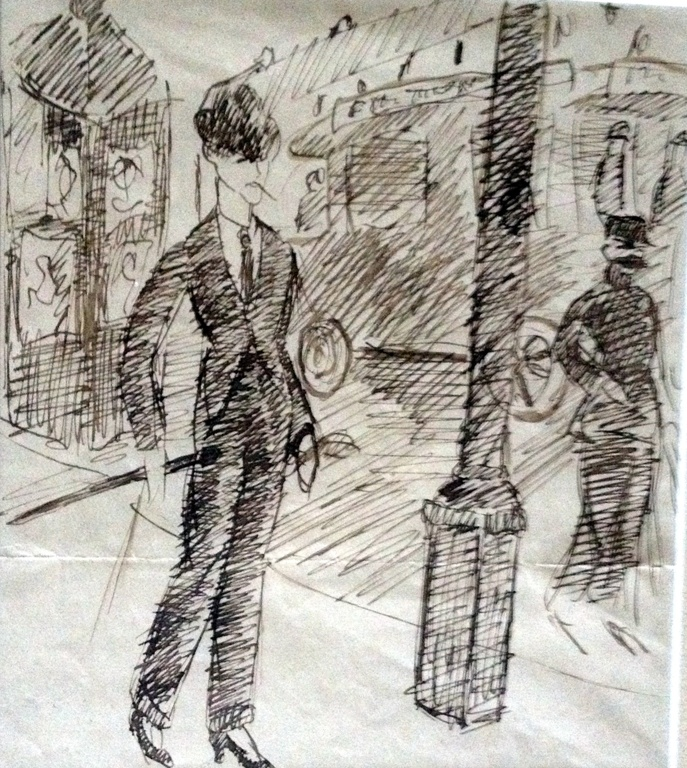
Skizze eines Selbstporträts aus seiner Pariser Zeit

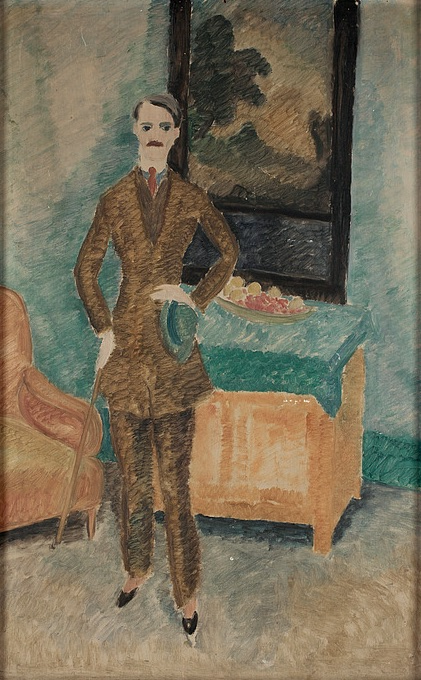
Porträt des Bildhauers Nils Santesson aus dem Jahr 1914
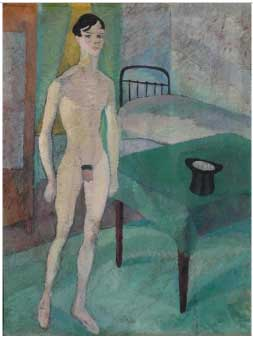
Selbstporträt mit Hut, 1914
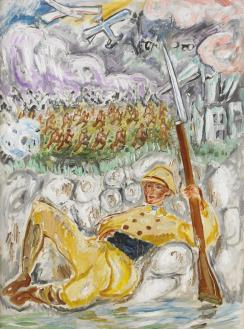
Lönnberg im Schützengraben, Bild von Nils von Dardel, 1918